# Mercedes Comaposada
Mercedes Comaposada Guillén, również jako Mercedes Guillén (ur. 14 sierpnia 1901 w Barcelonie, zm. 11 lutego 1994 w Paryżu) – hiszpańska pedagożka, prawniczka, dziennikarka i anarchofeministka. Wraz z Lucíą Sánchez Saornil i Amparo Poch y Gascón była współzałożycielką wolnościowej organizacji kobiecej Wolne Kobiety. Brała udział w hiszpańskiej wojnie domowej w 1936.

## Wybrane dzieła
Poza licznymi artykułami, które pisała dla prasy, Mercedes Comaposada opublikowała kilka prac, niektóre z nich pod nazwą Mercedes Guillén, które zyskały znaczenie w kręgach wolnościowych.
- Esquemas (1937)
- Las mujeres en nuestra revolución (1937)
- La ciencia en la mochila (1938)
- Conversaciones cono los artistas españoles de la Escuela de París (1960)
- Picasso (1973)